# Henrik Bastin
John Henrik Pierre-Louis Bastin, född 4 mars 1971 i Hedvig Eleonora församling, Stockholm, är en svensk TV-producent.

## Biografi
Bastin, som är uppvuxen på Lidingö, började inom TV som produktionsassistent på Meter Film & Television 1993. 1995 startade han postproduktionsbolaget 2471/Nostromo, och mellan 1997 och 2000 arbetade han på Jarowskij och Sonet Film som producent. 1998 lärde Bastin känna Filip Hammar och Fredrik Wikingsson. Han var idésprutan med ambitioner bakom kameran och de aspirerade på att få stå framför.

## STO-CPH
Bastin grundade 2001 TV-produktionsbolaget STO-CPH, vars första stora projekt var det som skulle bli det kontroversiella programmet Ursäkta röran (vi bygger om), ett program där Filip och Fredrik drev med folk på gatan. Programmet gick i TV 4 under våren 2002 men efter en mängd anmälningar till granskningsnämnden och en fällande dom slutade TV4 att visa serien efter endast fyra avsnitt, och bröt allt samarbete med Bastin. De följande nio månaderna fick han köpa programtid i Öppna kanalen för att ha något att göra.
Ursäkta röran (vi bygger om) uppskattades av en ung publik och etablerade Filip och Fredrik som TV-personligheter, och snart fick Bastin producera program för Kanal 5 istället, där han radade upp succéer som High Chaparall, Grattis världen, 100 höjdare och Bygglov. Framgången var ett faktum och han fick 2007 komma tillbaka till TV4 med serien I en annan del av Köping, som vann både bästa dokumentär och bästa program på Kristallen 2007.
Efter en rad lång rad framgångsrika program, främst i Kanal 5, sålde Bastin i maj 2007 STO-CPH för 60 miljoner kronor till Metronome Film & Television, ett av Skandinaviens största TV-produktionsbolag, ägt av Rupert Murdoch.

## USA
Bastin flyttade 2010 till Los Angeles, och snart hade han sålt in Martin Persson och Peter Magnussons TV4-serie Blomstertid till ABC med titeln My Generation. Serien spelades in i 13 timslånga avsnitt, men trots att premiäravsnittet sågs av 5,2 miljoner och det andra avsnittet av 4,8 miljoner, beslutade kanalen lägga ner serien och endast två avsnitt visades. Andra program som Bastin haft på gång i USA är JC, en kontroversiell animerad tv-serie om Jesus som återvänder till jorden (Comedy Central), en adaption av I en annan del av Köping där ett pilotavsnitt har spelats in till för A&E på ett dagboende i Kalifornien, och Färjan, där kanalen A&E också visat intresse.
I november 2011 blev han VD för TV-produktionsbolaget Fabrik Entertainment, ett bolag som startades av Mikkel Bondesen 2005 och som ligger bakom serier som The Killing, Burn Notice och The Good Guys.
På Fabrik har han bland annat arbetat med att göra TV av deckarförfattaren Michael Connellys polishjälte Harry Bosch, och Billy Crystals första tv-show på 35 år, en adaption av Ulveson och Herngren (2004) som sändas i en första säsong om 13 avsnitt på FX våren 2015 med titeln The Comedians, där Larry Charles skrev manus och regisserade pilotavsnittet.

## Produktioner
- 2010 My Generation (TV-serie) – (exekutiv producent)
- 2013 Rita (TV-film) – (exekutiv producent)
- 2014 Bosch (TV-serie) – (exekutiv producent)
- 2015 The Comedians (TV-serie) – (exekutiv producent)
- 2015 Odyssey (TV-film) – (exekutiv producent)
- 2015 100 Code (TV-serie) – (exekutiv producent)
- 2020 Interrogation (TV-serie)  – (exekutiv producent)